# Grand Prix Formule 1 van België 1977
De Grand Prix Formule 1 van België 1977 werd gehouden op 5 juni 1977 op Zolder.

## Uitslag
| Pos. | Nr. | Coureur            | Constructeur       | Rondes | Tijd / Oorzaak uitval | Grid | Punten |
| ---- | --- | ------------------ | ------------------ | ------ | --------------------- | ---- | ------ |
| 1    | 6   | Gunnar Nilsson     | Lotus-Ford         | 70     | 1:55:05.71            | 3    | 9      |
| 2    | 11  | Niki Lauda         | Ferrari            | 70     | 14.19                 | 11   | 6      |
| 3    | 3   | Ronnie Peterson    | Tyrrell-Ford       | 70     | 19.95                 | 8    | 4      |
| 4    | 19  | Vittorio Brambilla | Surtees-Ford       | 70     | 24.98                 | 12   | 3      |
| 5    | 17  | Alan Jones         | Shadow-Ford        | 70     | + 1:15.47             | 17   | 2      |
| 6    | 8   | Hans Joachim Stuck | Brabham-Alfa Romeo | 69     | + 1 Ronde             | 18   | 1      |
| 7    | 1   | James Hunt         | McLaren-Ford       | 69     | + 1 Ronde             | 9    |        |
| 8    | 4   | Patrick Depailler  | Tyrrell-Ford       | 69     | + 1 Ronde             | 5    |        |
| 9    | 25  | Harald Ertl        | Hesketh-Ford       | 69     | + 1 Ronde             | 25   |        |
| 10   | 27  | Patrick Neve       | March-Ford         | 68     | + 2 Ronden            | 24   |        |
| 11   | 34  | Jean-Pierre Jarier | Penske-Ford        | 68     | + 2 Ronden            | 26   |        |
| 12   | 18  | Larry Perkins      | Surtees-Ford       | 67     | + 3 Ronden            | 23   |        |
| 13   | 31  | David Purley       | LEC-Ford           | 67     | + 3 Ronden            | 20   |        |
| 14   | 37  | Arturo Merzario    | March-Ford         | 65     | + 5 Ronden            | 14   |        |
| NC   | 33  | Boy Hayje          | March-Ford         | 63     | Niet geklasseerd      | 27   |        |
| DNF  | 20  | Jody Scheckter     | Wolf-Ford          | 62     | Motor                 | 4    |        |
| DNF  | 2   | Jochen Mass        | McLaren-Ford       | 39     | Ongeluk               | 6    |        |
| DNF  | 26  | Jacques Laffite    | Ligier-Matra       | 32     | Motor                 | 10   |        |
| DNF  | 22  | Clay Regazzoni     | Ensign-Ford        | 29     | Motor                 | 13   |        |
| DNF  | 12  | Carlos Reutemann   | Ferrari            | 14     | Ongeluk               | 19   |        |
| DNF  | 24  | Rupert Keegan      | Hesketh-Ford       | 14     | Ongeluk               | 7    |        |
| DNF  | 16  | Riccardo Patrese   | Shadow-Ford        | 12     | Ongeluk               | 15   |        |
| DNF  | 10  | Ian Scheckter      | March-Ford         | 8      | Ongeluk               | 21   |        |
| DNF  | 28  | Emerson Fittipaldi | Fittipaldi-Ford    | 2      | Elektrisch probleem   | 16   |        |
| DNF  | 5   | Mario Andretti     | Lotus-Ford         | 0      | Ongeluk               | 1    |        |
| DNF  | 7   | John Watson        | Brabham-Alfa Romeo | 0      | Ongeluk               | 2    |        |
| DNS  | 30  | Brett Lunger       | March-Ford         | 0      | Wagen niet klaar      | 22   |        |
| DNQ  | 36  | Emilio de Villota  | McLaren-Ford       |        |                       |      |        |
| DNQ  | 9   | Alex Ribeiro       | March-Ford         |        |                       |      |        |
| DNQ  | 35  | Conny Andersson    | BRM                |        |                       |      |        |
| DNQ  | 38  | Bernard de Dryver  | March-Ford         |        |                       |      |        |
| DNQ  | 39  | Héctor Rebaque     | Hesketh-Ford       |        |                       |      |        |

## Statistieken
| Pole-position | Mario Andretti | Lotus-Ford | 1:24.64 |
| Snelste ronde | Gunnar Nilsson | Lotus-Ford | 1:27.36 |

## Noot
- Dit was het debuut van de Belgische coureur Bernard de Dryver en de Mexicaanse coureur Héctor Rebaque.
- Dit was de vijfentwintigste> pole position voor een Amerikaanse coureur.
- Eerste snelste ronde, eerste rondes als raceleider en eerste ( en enige) Grand Prix-winst voor Gunnar Nilsson. Dit was tevens de tiende Grand Prix-winst voor een Zweedse coureur.

1925 · 1930 · 1931 · 1933 · 1934 · 1935 · 1937 · 1939 · 1947 · 1949 · 1950 · 1951 · 1952 · 1953 · 1954 · 1955 · 1956 · 1958 · 1960 · 1961 · 1962 · 1963 · 1964 · 1965 · 1966 · 1967 · 1968 · 1970 · 1972 · 1973 · 1974 · 1975 · 1976 · 1977 · 1978 · 1979 · 1980 · 1981 · 1982 · 1983 · 1984 · 1985 · 1986 · 1987 · 1988 · 1989 · 1990 · 1991 · 1992 · 1993 · 1994 · 1995 · 1996 · 1997 · 1998 · 1999 · 2000 · 2001 · 2002 · 2004 · 2005 · 2007 · 2008 · 2009 · 2010 · 2011 · 2012 · 2013 · 2014 · 2015 · 2016 · 2017 · 2018 · 2019 · 2020 · 2021 · 2022 · 2023 · 2024 · 2025 · 2026 · 2027 · 2029 · 2031